# Irene Rigau i Oliver
Irene Rigau i Oliver (Banyoles, 22 de juny de 1951) és una psicòloga i política catalana. Consellera de Benestar Social i Família de 1999 a 2003 en el darrer govern de Jordi Pujol, i consellera d'Ensenyament de la Generalitat de Catalunya entre 2010 i 2016.

## Família
Irene Rigau fou esposa de Salvador Carrera, cunyada de Núria Carrera i concunyada de Ramon Barnils. Fou tia de Biel Barnils, Andreu Barnils i de Ton Barnils.

## Formació i trajectòria professional
Nascuda a Banyoles el 1951. És llicenciada en Psicologia per la Universitat Autònoma de Barcelona i diplomada en Educació General Bàsica per l'Escola Universitària del Professorat de Girona. És Mestra de primària per l'Escola Normal de Mestres de Girona i de llengua catalana per l'Institut de Ciències de l'Educació de la Universitat Autònoma de Barcelona.
Ha exercit la docència en l'ensenyament públic d'infantil, de primària i també va accedir al cos de professors d'educació secundària, i també a la universitat com a professora de psicopedagogia, prelectura i preescriptura i de ciències de l'observació a la Facultat d'Educació de la Universitat de Girona i de polítiques educatives i legislació escolar a la Universitat Oberta de Catalunya. A més, també ha estat inspectora d'Ensenyament.
Va ser a l'escoltisme; el 1969 és responsable pedagògica de Noies Guies de Guies Sant Jordi de la demarcació de Girona.

## Trajectòria política
Durant molts anys va ser afiliada a Convergència Democràtica de Catalunya, formant part del Consell Nacional del partit i presidint el seu congrés entre 2012 i 2016.
L'any 1980 va ser nomenada membre del Consell d'Ensenyament de la Generalitat de Catalunya, i després va ser de forma successiva cap de serveis d'Ensenyament a Girona, entre 1982 i 1986, i de la Secretaria del Consell Escolar de Catalunya, entre 1986 i 1989. El mateix any va ser nomenada subdirectora general de Formació Permanent, i entre 1993 i 1999 va tenir al seu càrrec la Secretaria del Consell Interuniversitari de Catalunya. També ha estat presidenta del Consorci de la Mina.
Ha estat consellera de Benestar i Família de la Generalitat de Catalunya entre 1999 i 2003, durant el govern de Jordi Pujol i Soley. Després va ser escollida diputada al Parlament de Catalunya el 2003, i va revalidar el seu escó el 2006, ambdues per la circumscripció de Girona i el 2010 per Barcelona. El 29 de desembre d'aquest any va ser nomenada consellera d'Ensenyament del govern d'Artur Mas i Gavarró. Durant l'exercici del seu càrrec va tenir un durs enfrontaments amb el ministre d'educació José Ignacio Wert, a causa de la reforma legal promoguda des del govern central que afectava el català a l'escola.
El 27 de setembre de 2015 es va presentar a les eleccions amb la candidatura Junts pel Sí i va ser escollida de nou com a diputada. Va exercir el càrrec de consellera en funcions fins que va ser substituïda el gener de 2016 per Meritxell Ruiz i Isern.
El març de 2017 el Tribunal Superior de Justícia de Catalunya condemnà Artur Mas, Joana Ortega i Irene Rigau per un delicte de desobediència a 2 anys d'inhabilitació en el cas de Mas, 1 any i 9 mesos a Ortega i 1 any i 6 mesos a Rigau per la Consulta sobre la independència de Catalunya del 9N de 2014. El TSJC també els va imposar multes de 36.000 euros a Mas, 30.000 a Ortega i 24.000 a Rigau. En canvi, els va absoldre d'un delicte de prevaricació. Abans d'arribar a judici, l'acusació per malversació va decaure i no se'ls va arribar a jutjar per aquest delicte. Mas i les exconselleres van interposar recursos de cassació contra la resolució.
El mes de gener de 2019 la sala penal del Tribunal Suprem va fer pública la seva sentència, rebaixant la condemna de l'expresident Artur Mas a un any i un mes d'inhabilitació, i la de l'exvicepresidenta Joana Ortega i l'exconsellera d'Educació Irene Rigau a nou i sis mesos, respectivament. Així, igualava la pena de Mas a la que ja va emetre en primera instància respecte de l'exconseller Francesc Homs, jutjat directament a l'alt tribunal per la seva condició d'aforat fora de Catalunya (diputat al Congrés dels Diputats).
Malgrat que l'acusació per malversació havia decaigut, el Tribunal de Comptes també els ha jutjat com a responsables comptables dels preparatius de la consulta i els reclama 5,2 milions d'euros. El setembre del 2017 el Tribunal de Comptes va comunicar a Mas, Homs, Rigau i Ortega -així com a altres excàrrecs del Govern del 9-N de 2014- que havia acceptat una denúncia privada a la qual es va adherir la fiscalia, i que havien de dipositar una fiança de €5,2 milions. Finalment van dipositar en efectiu €2,8 milions i van aportar immobles de la seva propietat com a aval per arribar a la resta. L'octubre de 2018, en un procés atípic (perquè aquest organisme no acostuma a rebre els acusats ni a celebrar un judici oral, sinó que en té prou amb la representació dels advocats), els exdirigents de la Generalitat foren obligats a declarar perquè ho van sol·licitar expressament les entitats que havien denunciat el cas: Societat Civil Catalana i l'Associació d'Advocats Catalans.
El mes de novembre de 2018 el Tribunal de Comptes va condemnar Mas, els exconsellers Francesc Homs, Irene Rigau i Joana Ortega i sis persones més per les despeses originades per la consulta del 9N, xifrades en 4.946.788,16 euros. El desembre de 2018 Mas, Ortega i Homs va recórre la decisió davant del mateix Tribunal de Comptes, defensant que les despeses estaven justificades i que la consulta s'ajustava a la legalitat.